# جانو (فیلم ۲۰۲۰)
جانو (به انگلیسی: Jaanu) فیلمی هندی محصول سال ۲۰۲۰ و به کارگردانی پرمکومار چاندران و هریشیکش بهارگاوا است. در این فیلم بازیگرانی همچون شارواناند، سامانتا روت پرابو و وارشا بولاما ایفای نقش کرده‌اند.